# 필터 (신호 처리)

여러 대역 필터의 출력값 그래프

신호 처리에서 필터(Filter)란 특정한 신호에서 원하지 않는 신호를 차단하거나 원하는 신호만 통과시키는 기능을 하는 장치나 그러한 과정을 의미한다. 시간에 따라 변하는 측정값은 보통 숨낳은 주파수 성분 혹은 고조파의 조합으로 구성되어 있는데, 이 값엔 원하지 않은 잡음이 섞여 있어 신호가 왜곡되거나 변질될 수 있다. 이 때 신호 처리 방법 중 하나로 필터 처리를 해 보통 특정 진동수 대역의 신호를 차단하여 제거하는 방식으로 잡음의 일부를 선택적 혹은 전부를 제거한다. 하지만 필터는 꼭 주파수 영역에서만 작동하는 것은 아니다. 특히 디지털 영상 처리와 같은 분야에서는 주파수 영역 외에도 세기 영역 같은 다양한 영역에서 필터를 적용한다.
신호 필터는 라디오, 텔레비전, 음성 녹음, 레이다, 제어 시스템, 신시사이저, 화상 처리, 컴퓨터 그래픽스 등 전자공학과 전기 통신 분야에 광범위하게 사용된다.

## 종류
필터의 종류를 구분하는 데에는 매우 많은 방식이 있으며, 한 필터가 여러 종류에 속할 수도 있고 필터들을 전부 하나의 종류로 분류하는 계층적인 분류법은 없다. 필터를 구분하는 종류에는 다음과 같은 방식이 있다.
- 필터의 선형성 여부: 선형 필터와 비선형 필터
- 시간에 따른 불변성 여부: 시불변 필터와 시변 필터. 그 외에도 필터가 공간 영역에서 작동하면 그 필터는 공불변 필터라고 부른다.
- 필터의 결과값이 미래의 상태에 영향받는지의 여부: 인과 필터와 비인과 필터. 필터의 결과값이 미래의 입력값에 따라 달라질 경우 인과적이지 않은 필터, 즉 비인과 필터라고 부른다.
- 입출력 값의 유형: 아날로그 필터와 디지털 필터
- 입출력 값의 시간 유형: 연속 시간 필터와 이산 시간 필터
- 필터의 소자 유형: 수동 필터와 능동 필터
- 디지털 필터의 시간 유형: 무한 임펄스 응답 필터(IIR)와 유한 임펄스 응답 필터(FIR)

### 선형 연속 시간 필터
일반적으로 신호 처리에서 필터라고 하면 선형 연속 시간 회로에서의 필터를 의미하는 경우이다. 선형 연속 시간 회로에서는 필터를 통해 특정한 주파수를 차단하고 다른 주파수를 통과시키도록 하는 회로 설계가 가능하다. 이런 회로는 완전 선형이거나 거의 선형으로 반응한다. 만일 비선형성이 존재할 경우 입력 신호에 존재하지 않는 주파수 성분이 출력 신호에 나타날 수 있다.
선형 연속 시간 필터에 관한 현대적인 설계방법론을 네트워크 합성 필터라고 부른다. 이런 방식으로 설계된 중요한 필터군에는 다음이 있다.
- 체비셰프 필터 - 차단 주파수의 감쇄 세기를 키운 필터
- 버터워스 필터 - 통과 주파수에서의 진폭이 거의 일정한 필터
- 베셀 필터 - 위상 지연이 최대 평탄한 필터
- 타원 필터 - 차단 주파수에서의 감쇄 기울기가 가장 큰 필터

이러한 필터군들은 다양한 선형 연산을 통해 최대한 이상적인 필터 반응에 가깝게 만드는 것이다. 이 경우 각각의 전달 함수도 달라진다.
위와 같은 주파수 영역 필터 외에도 덜 쓰이기는 하지만 오래 전부터 쓰여왔던 필터로 여파기(복합 이미지 필터)가 존재한다. 이런 방식으로 설계된 필터에는 다음이 존재한다.
- 상수 k 필터
- m-유도형 필터

### 선형 필터 분류
선형 필터를 분류하는 데 주로 쓰이는 방법은 출력값의 유형에 따라 분류하는 것이다. 일반적인 선형 필터는 차단 주파수를 기준으로 하여 통과 대역과 차단 대역으로 나누어진다. 다만 이상적인 필터와는 달리 일반적인 필터는 차단 주파수라고 해서 완벽하게 신호를 차단시키지는 못한다. 그러므로 실제 필터의 응답곡선은 진폭비가 차단 대역에서 통과 대역까지 주파수에 비례해 점차 감소하는 일종의 천이 대역이 존재하고, 천이 대역에서 응답이 감소하는 그 비율을 롤오프라고 부른다.
아래는 선형 필터들의 주요 종류이다.
- 로우패스 필터 또는 저주파 통과 필터: 저주파 성분만 통과하는 필터이다.
- 하이패스 필터 또는 고주파 통과 필터: 고주파 성분만 통과하는 필터이다.
- 대역 필터 또는 밴드 패스 필터: 특정 주파수 대역만 통과하는 필터이다.
- 대역 차단 필터 또는 밴드 스톱 필터: 특정 주파수 대역만 차단하는 필터이다. 주파수 차단 대역이 매우 좁은 경우 노치 필터라고 부른다.
- 빗형 필터 또는 콤브 필터: 주파수 차단 대역이 빗살처럼 주기적으로 나타나는 필터이다.
- 전역 통과 필터: 주파수를 차단하지 않고 위상만 변화시키는 필터이다.

## 전달 함수
필터의 전달 함수는 복소수 주파수 영역대에서 필터의 입출력 값의 관계를 의미한다. 여기서 주파수 영역대로 가거나 나가는 함수를 구하는 과정은 라플라스 변환 및 그의 역변환으로 계산하며, 전달 함수에서의 입출력 신호도 입력 신호의 시간 영역대의 라플라스 변환으로 이해해야 한다.
필터의 전달 함수 {\displaystyle H(s)}는 복소수 주파수 영역 {\displaystyle s}에서 입력 신호 {\displaystyle X(s)}에 대한 출력 신호 {\displaystyle Y(s)}의 관계를 나타내는 함수로 아래와 같이 정의된다.
{\displaystyle H(s)={\frac {Y(s)}{X(s)}}}
여기서 {\displaystyle s=\sigma +j\omega }이다.
만일 이 필터가 이산적인 요소가 있을 경우(즉 집중 상수 모델인 경우)
- 필터의 전달 함수는 {\displaystyle s}의 유리 함수와 같이 {\displaystyle s}에서 다항식의 비가 된다. 전달 함수의 차수는 다항식의 분자 혹은 분모에서 {\displaystyle s}의 가장 큰 지수가 된다.
- 전달 함수의 다항식은 전부 실수 계수를 가진다. 따라서 전달 함수의 극점과 영점은 전부 실수거나 켤레복소수를 이룬다.
- 필터가 안정적이라고 가정할 경우 모든 극점의 실수부는 음수가 될 것이다. 즉 필터의 전달함수는 복소평면에서 왼쪽 평면에만 그려질 것이다.

분배 요소 필터의 경우 일반적으로 유리 함수 전달 함수를 계산할 수 없으나 근사적으로 추산은 가능하다.

## 같이 보기
- 전기적 필터의 토폴로지
- 스무딩
- 샐런-키 토폴로지
- 칼만 필터

## 참고 문헌
- Miroslav D. Lutovac, Dejan V. Tošić, Brian Lawrence Evans, Filter Design for Signal Processing Using MATLAB and Mathematica, Miroslav Lutovac, 2001 ISBN 0201361302.
- B. A. Shenoi, Introduction to Digital Signal Processing and Filter Design, John Wiley & Sons, 2005 ISBN 0471656380.
- L. D. Paarmann, Design and Analysis of Analog Filters: A Signal Processing Perspective, Springer, 2001 ISBN 0792373731.
- J.S.Chitode, Digital Signal Processing, Technical Publications, 2009 ISBN 8184316461.
- Leland B. Jackson, Digital Filters and Signal Processing, Springer, 1996 ISBN 079239559X.
- Thomas G. Beckwith; Roy D. Marangoni; John H. Lienhard V (2007). 《계측공학》. 번역 한철호; 김규만; 박익근; 장경영; 최승복 6판. 도서출판 YOUNG. ISBN 9791188743070.
- Richard S. Figliola; Donald E. Beasley (2016). 《기계계측공학》. 번역 강보선; 곽문규; 박익근; 박희재; 송명호; 정상화 6판. 시그마프레스. ISBN 9788968666933.